# Euridika Atenska
Euridika Atenska (grčki Εὐρυδίκη) bila je kraljica Kirene kao supruga kralja Ofelasa. Nakon njegove smrti, vratila se u Atenu, a tamo se udala za Demetrija I. Makedonskog. Bila je majka princa Koragosa.